# Airbus A350
Airbus A350 je širokotrupno dvomotorno reaktivno potniško letalo proizvajalca Airbus. Velja za eno najnaprednejših letal na svetu, z največ redundantnimi sistemi. Prvič je poletelo 14. junija 2013, v uporabo pa je vstopilo sredi leta 2014. Včasih se zanj uporablja tudi oznaka A350XWB, kar pomeni Extra Wide Body za lažje razlikovanje od na začetku predlaganega A350, ki naj bi imel ožji trup in manjše dimenzije. Sprva je bil A350 namreč predlagan kot le malce izboljšana verzija najbolj uspešnega velikega Airbusovega letala A330, vendar so letalske družbe zahtevale več, zato so ga nadgradili.
A350 je največje dvomotorno Airbusovo letalo in njegovo prvo, ki na široko uporabljala kompozitne materiale. Letalo je grajeno v treh verzijah: najmanjši A350-800, ki se najslabše prodaja, ima 270 sedežev, A350-900 z največ naročili ima 314 sedežev, in največja različica A350-1000 s 350 sedeži v trorazredni konfiguraciji oziroma največ 550 potnikov v enorazredni ekonomski izvedbi. Dolet letala je 15.000 kilometrov, pri različici A350-900R pa celo 19.000 kilometrov. Letalo poganjata dva motorja Rolls Royce Trent XWB; General Electric ni ponudil motorja, čeprav je bil na začetku kandidat. 
Do avgusta 2013 je letalo prejelo 682 naročil, kar ga za Boeingom 787 uvršča med najbolj hitro prodajano širokotrupno letalo.
Program A350 je Airbusov odgovor na Boeingov 787, vendar je nekoliko večji in bo predvsem verzija A350-1000 konkurenčna tudi največjemu dvomotorniku na svetu Boeing 777-300. Boeing je na to odgovoril s povečanim 787-10 z 270 sedeži v trorazredni konfiguraciji in novo, še večjo verzijo Boeing 777-8/9 z 406 sedeži v treh razredih.

## Tehnične specifikacije
Preliminarne specifikacije (spodaj) se lahko razlikujejo od dejanskih.
| Model                   | A350-800                                                               | A350-900                                                               | A350-900R                                                              | A350-900F                                                              | A350-1000                                                              |
| ----------------------- | ---------------------------------------------------------------------- | ---------------------------------------------------------------------- | ---------------------------------------------------------------------- | ---------------------------------------------------------------------- | ---------------------------------------------------------------------- |
| Posadka                 | 2                                                                      | 2                                                                      | 2                                                                      | 2                                                                      | 2                                                                      |
| Število sedežev         | 270 (3 razredi) 276–312 (2 razreda) 440 (1 razred)                     | 314 (3 razredi) 315–366 (2 razreda) 475 (1 razred)                     | 314 (3 razredi) 315–366 (2 razreda) 475 (1 razred)                     | -                                                                      | 350 (3 razredi) 369–412 (2 razreda) 550 (1 razred)                     |
| Dolžina                 | 60,54 m                                                                | 66,89 m                                                                | 66,89 m                                                                | 66,89 m                                                                | 73,88 m                                                                |
| Razpon kril             | 64,8 m                                                                 | 64,8 m                                                                 | 64,8 m                                                                 | 64,8 m                                                                 | 64,8 m                                                                 |
| Površina kril           | 443 m2                                                                 | 443 m2                                                                 | 460 m2                                                                 | 460 m2                                                                 | 460 m2                                                                 |
| Naklon krila            | 31,9°                                                                  | 31,9°                                                                  | 31,9°                                                                  | 31,9°                                                                  | 31,9°                                                                  |
| Višina                  | 17,05 m                                                                | 17,05 m                                                                | 17,05 m                                                                | 17,05 m                                                                | 17,05 m                                                                |
| Presek kabine           | 5,96 m                                                                 | 5,96 m                                                                 | 5,96 m                                                                 | 5,96 m                                                                 | 5,96 m                                                                 |
| Višina kabine           | 6,09 m                                                                 | 6,09 m                                                                 | 6,09 m                                                                 | 6,09 m                                                                 | 6,09 m                                                                 |
| Širina kabine           | 5,61 m                                                                 | 5,61 m                                                                 | 5,61 m                                                                 | 5,61 m                                                                 | 5,61 m                                                                 |
| Maks. vzletna teža      | 259 t                                                                  | 268 t                                                                  | 298 t                                                                  | 298 t                                                                  | 308 t                                                                  |
| Maks. pristajalna teža  | 193 t                                                                  | 205 t                                                                  | 205 t                                                                  | 205 t                                                                  | 233 t                                                                  |
| Maks. masa brez goriva  | 181 t                                                                  | 192 t                                                                  | 192 t                                                                  | 192 t                                                                  | 220 t                                                                  |
| Teža praznega letala    |                                                                        | 115,7 t                                                                |                                                                        |                                                                        | 118,1 t                                                                |
| Kapaciteta za tovor     | 28 LD3 ali 9 palet                                                     | 36 LD3 ali 11 palet                                                    | 36 LD3 ali 11 palet                                                    | 90 t                                                                   | 44 LD3 ali 14 palet                                                    |
| Potovalna hitrost       | Mach 0,85 (903 km/h, 561 mph, 487 vozlov, pri 40.000 ft oz. 12,19 km)  | Mach 0,85 (903 km/h, 561 mph, 487 vozlov, pri 40.000 ft oz. 12,19 km)  | Mach 0,85 (903 km/h, 561 mph, 487 vozlov, pri 40.000 ft oz. 12,19 km)  | Mach 0,85 (903 km/h, 561 mph, 487 vozlov, pri 40.000 ft oz. 12,19 km)  | Mach 0,85 (903 km/h, 561 mph, 487 vozlov, pri 40.000 ft oz. 12,19 km)  |
| Maks. potovalna hitrost | Mach 0.89 (945 km/h, 587 mph, 510 vozlov), pri 40,000 ft oz. 12,19 km) | Mach 0.89 (945 km/h, 587 mph, 510 vozlov), pri 40,000 ft oz. 12,19 km) | Mach 0.89 (945 km/h, 587 mph, 510 vozlov), pri 40,000 ft oz. 12,19 km) | Mach 0.89 (945 km/h, 587 mph, 510 vozlov), pri 40,000 ft oz. 12,19 km) | Mach 0.89 (945 km/h, 587 mph, 510 vozlov), pri 40,000 ft oz. 12,19 km) |
| Dolet                   | 15.700 km                                                              | 15.000 km                                                              | 19.100 km                                                              | 9.250 km                                                               | 15.600 km                                                              |
| Maks. količina goriva   | 129.000 l                                                              | 138.000 l                                                              | 156.000 l                                                              | 156.000 l                                                              | 156.000 l                                                              |
| Višina leta             | 43.100 ft                                                              | 43.100 ft                                                              | 43.100 ft                                                              | 43.100 ft                                                              | 43.100 ft                                                              |
| Motor (2×)              | RR Trent XWB                                                           | RR Trent XWB                                                           | RR Trent XWB                                                           | RR Trent XWB                                                           | RR Trent XWB                                                           |
| Potisk motorjev         | 79.000 lbf                                                             | 84.000 lbf                                                             | 93.000 lbf                                                             | 93.000 lbf                                                             | 97.000 lbf                                                             |